# Bruce Kapferer

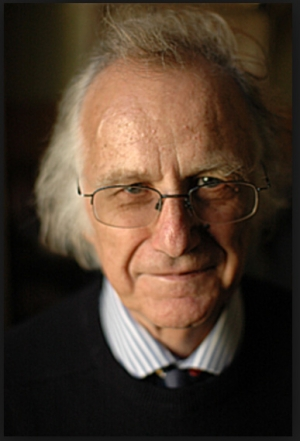
Bruce Kapferer, 2011

Bruce Kapferer (* 4. Juni 1940 in Sydney, Australien) ist ein australischer Sozialanthropologe und Soziologe.

## Leben
Bruce Kapferer studierte (als Schüler von Raymond Firth, Mervyn Meggitt und Chandra Jayawardena, später dann von Max Gluckman) Social Anthropology an der Universität Sydney (B.A. 1963), 1963–66 am Rhodes-Livingstone Institute in Lusaka (Sambia) und an der Universität Manchester (dort Senior Lecturer 1966–73, Ph.D. 1969), und war Professor an der Universität Adelaide (South Australia, Australien, 1973–85), am University College London (1985–96), an der James Cook University (Australien, 1996–99) und seit 1999 an der Universität Bergen (Norwegen). Er war auch Gastprofessor in Finnland, Schweden, Dänemark, den Niederlanden, Jerusalem und den USA.
Er ist seit 1963 mit der australischen Stadt- und Kultursoziologin Judith Kapferer verheiratet.

## Arbeitsfelder
Er arbeitet vornehmlich über Rituale und symbolisches Handeln, Ethnizität und Gewalt, Stadt-, Staats- und Verwaltungssoziologie, NGOs und allgemein-theoretische Fragen des Faches und war Feldforscher zumal in Sambia (zur Ethnologie der Bisa und Industriesoziologie in Kabwe), Südasien (Sri Lanka, Kerala/Indien), Südafrika und Australien.

## Publikationen
- Strategy and Transaction in an African Factory, Manchester: Manchester University Press 1972 (Untersuchung in Kabwe)
- (mit Berg): A Celebration of Demons, Indiana University Press 1991
- The Feast of the Sorcerer, Chicago: University of Chicago Press 1997
- Legends of People, Myths of State, Smithsonian Institution Press 1998
- „The Sorcery of Consciousness: A Sinhala Discourse on the Dynamics of Consciousness“, in: Journal of Communication and Cognition, 2000, Bd. 33, H. 1/2
- „Sexuality and the Art of Seduction in Singhalese Exorcism“, in: Ethnos, 2000, Jg. 65, H. 1
- „Star Wars. About Anthropology, Culture and Globalization“, in: Australian Journal of Anthropology, 2000
- „Ethnicity, Nationalism and the Culture of the State. The 17th Edvard Westermarck Memorial Lecture“. Suomen Anthropologi, 2002, Jg. 27, H. 2, S. 4–23
- (Hg.) Beyond Rationalism: Rethinking Magic, Witchcraft and Sorcery. New York/Oxford: Berghahn Books 2003
  - (darin:) Introduction: Outside All Reason – Magic, Sorcery and Epistemology in Anthropology
- (Hg.) The Retreat of the Social: The Rise and RISE of Reductionism, New York/Oxford: Berghahn Books 2005
- Tovil - Exorcism & Healing Rites in Sri Lanka with Georges Papigny (foto) und Lisa Bewley (trans), Viator Publications, Negombo, 2005